# Онегин (балет)
«Онегин» (нем. Onegin) — балет в 3 актах и 6 картинах, поставленный Джоном Кранко на музыку П. И. Чайковского в аранжировке К. Х. Штольце. Создан по мотивам романа в стихах Александра Пушкина «Евгений Онегин». Премьера постановки в Государственном театре Штутгарта состоялась 13 апреля 1965 года (художник Ю. Розе). Образы героев балета воплотили Р. Барра (Онегин), М. Хайде (Татьяна), Э. Мадсен (Ленский), А. Кардьюс (Ольга). В 1966 году экранизирован. Как отмечает Д. Хохлова, «Онегин» является одним из лучших балетов в жанре хореодрамы, а также рассматривается как «первое в истории мирового балета обращение к пушкинскому роману, опередившее русский театр».

## История создания
Работу над балетом «Онегин» Джон Кранко начал в сезон 1964/1965 гг. с балетной труппой Штутгартского театра. Первоначальный план постановки балетмейстер видел так: «Начинаем с танцев сельской молодежи (1-й акт в деревенском стиле). Затем мы знакомимся со средним классом (2-й акт, празднование дня рождения Татьяны в усадьбе Лариных) и, наконец, высшее общество (3-й акт, столичный аристократический бал). А посередине этого — готовый сюжет на четверых». В первой редакции 1965 года балет начинался с пролога, однако в варианте 1967 года Кранко отказался от вступительной части, а также внёс изменения относительно образа Онегина.
Музыкальной основу балета составили фортепианные и оркестровые сочинения П. И. Чайковского в оркестровке Курта Штольце, среди которых пьесы из фортепианного цикла «Времена года», фрагменты из оперы «Черевички», симфонической фантазии «Франческа да Римини» и увертюры-фантазии «Ромео и Джульетта». Композитор Штольце объяснял выбор композиций так: «Моя цель заключалась в том, чтобы облечь драматический замысел в масштабные музыкальные формы. С одной стороны, эти формы должны были обеспечить развитие сюжета, а с другой — включать короткие музыкальные номера, на которые легко ставить танцы. Особенно подошли для этой цели фортепианные произведения Чайковского: они-то и составляют около трёх четвертей музыки спектакля». В то же время музыка из оперы Чайковского «Евгений Онегин» при создании балета не использовалась, несмотря на сюжетную близость двух произведений.

## Сценическая жизнь

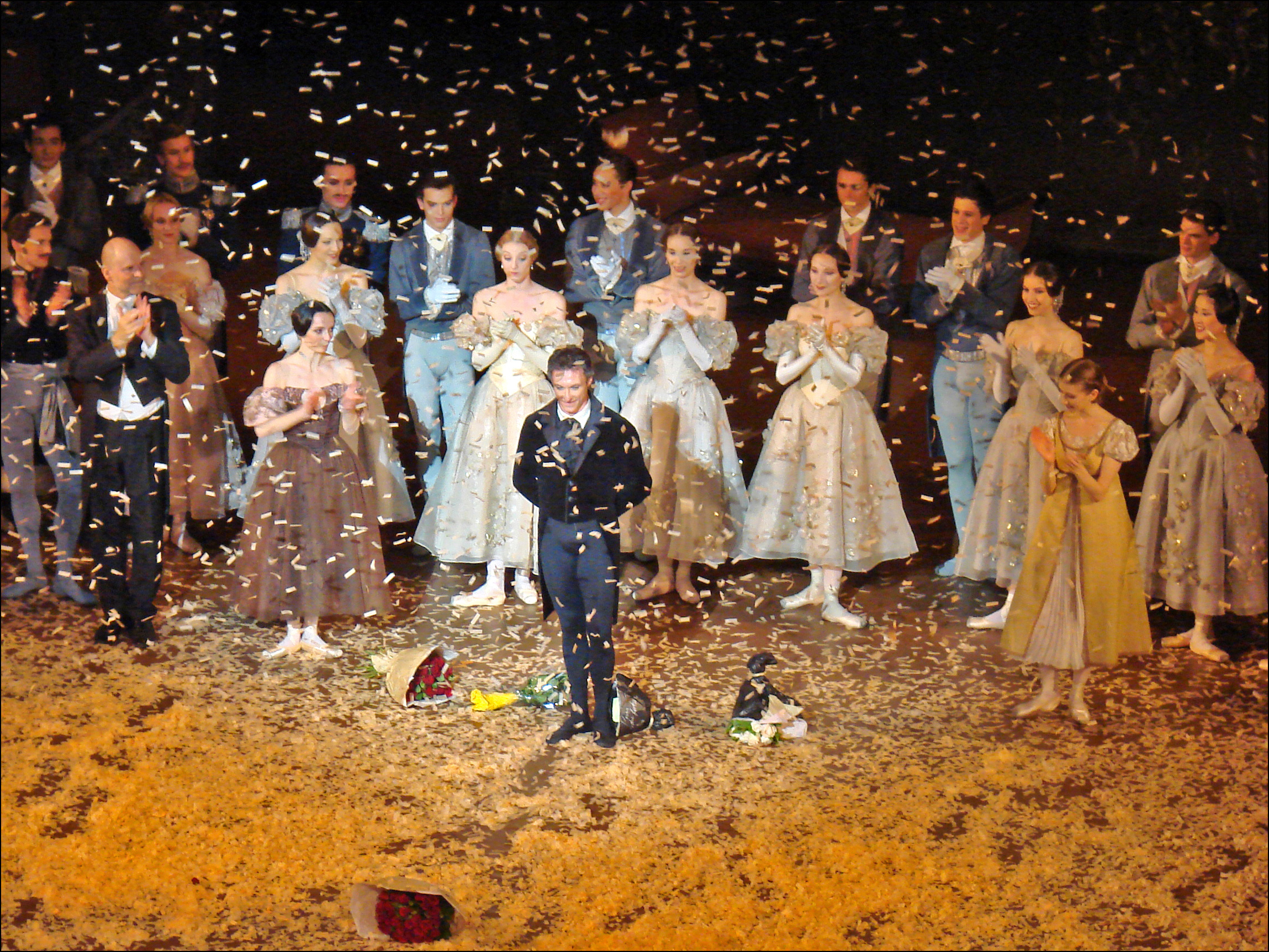
Балет «Онегин» в Парижской опере. Этуаль Манюэль Легри, исполнитель партии Онегина, прощается со сценой (фотография 2009 года)

После премьеры в Штутгарте 13 апреля 1965 года балет до сих пор с успехом идёт на сцене многих театров мира. В 1972 году Кранко осуществил балетную постановку на сцене Государственной оперы в Мюнхене, а в 1976 году Хайде — на сцене Королевской оперы в Стокгольме. Кроме того, он вошёл в репертуар таких известных балетных трупп, как Королевский балет (Лондон), Парижская опера, Американский театр балета (Нью-Йорк), Австралийский балет (Сидней), Национальный балет Канады (Торонто), «Ла Скала» (Милан), Нидерландский национальный балет (Амстердам), Берлинский государственный балет, Венская государственная опера, Датский королевский балет (Копенгаген), Театр «Колон» (Буэнос-Айрес) и др.
В СССР спектакль был представлен в 1972 году во время гастролей труппы Штутгартский балет. В России балет впервые поставлен 12 июля 2013 года на Исторической сцене Большого театра в Москве. В премьерной постановке ГАБТа были задействованы Владислав Лантратов (Онегин), Семён Чудин (Ленский), Ольга Смирнова (Татьяна), Анна Тихомирова (Ольга), Анастасия Винокур (няня), Виталий Биктимиров (князь Гремин).